# Чикина, Ольга Сергеевна
Ольга Чикина (род. 8 мая 1969, Скопин, Рязанская область, РСФСР, СССР) — российский автор и исполнитель песен, художник.

## Биография
Закончила Рязанский государственный педагогический университет по специальности русский язык и литература. Преподавала зарубежную литературу в школе. С 2000 года работала консультантом в интернет-салоне.
С 1987 года пишет песни на свои стихи. Поет и играет на стыке жанров авторской песни, блюза, рока, городского романса, французского шансона и кабаре.
Лауреат «Московских окон-96», «2 Канала» Грушинского фестиваля (1997), Грушинского фестиваля (2004), обладательница Гран-при Всероссийского конкурса авторской песни «Петербургский аккорд» (2006).
Персональные выставки графики в Амстердаме (1997), Дрездене (1998).
Автор иллюстраций к роману Генриха Шмеркина «Кент Бабилон» (Роман-сон. СПб. Алетейя. 2012) и к собственной книге «Клава, Серёжа, Саня и Алёша» (М.: Орбис Пиктус, 2010).

## Дискография
- 1999. CD «Старые песни» (студия ВВБ, Рязань)
- 1999. CD «Серебряный фольксваген» (студия «Остров», Москва)
- 2002. CD «Волчата» (студия группы «Солнечный зайчик», Рязань)
- 2006. CD «Под секретным лопухом. Песни о Родине» (студия «R-Line records», Пермь)
- 2006. CD «Крымский концерт» (запись с 3-й смены Барзовки)
- 2013. CD «Раритет 1. Концерт в клубе Гайдара» (ремастеринг с аудиокассеты 2004)
- 2013. CD «Раритет 2. Старые песни» (ремастеринг с аудиокассеты 1999)
- 2019. CD «Все не так, как кажется!» (Россия-США)
- 2019. CD «Она любит тебя» (Россия-США)